# 平賀駅
平賀駅（ひらかえき）は青森県平川市本町北柳田にある、弘南鉄道弘南線の駅。駅番号はKK 06。平川市の代表駅である。
弘南鉄道の創業者で初代社長であった菊池武憲が所有する水田の一角に開設され、周辺に商店などが集積して市街地が形成された。

## 歴史
- 1927年（昭和2年）9月7日：開業[2][1]。
- 1948年（昭和23年）
  - 7月1日：電化[1]。
  - 月日不明：津軽尾上駅構内にあった弘南機関区が当駅に移転。
- 1962年（昭和37年）9月7日：2代目駅舎を新築し、地下に平賀農協と共同経営のスーパーマーケットを開設[1]。
- 1984年（昭和59年）7月1日：貨物取扱を廃止。
- 1985年（昭和60年）10月1日：出改札業務を委託。
- 1986年（昭和61年）：3代目駅舎を新築[1]。
- 1993年（平成5年）12月20日：自動券売機を2台導入。
- 1994年（平成6年）1月31日：出改札業務の委託を解除。
- 2002年（平成14年）：東北の駅百選に選定される。
- 2007年（平成19年）6月12日：当駅構内の黒石寄りで脱線事故発生。以降、2番線の使用を停止。
- 2017年（平成29年）10月6日：発車メロディが平川市民歌に変更[3][4]。

## 駅構造
相対式ホーム2面2線および留置線を有する地上駅。2番のりばは脱線事故発生以来使用停止となっており行き違いは行われない。
のりば
| 番線 | 路線    | 方向         | 行先           |
| ---- | ------- | ------------ | -------------- |
| 1    | ■弘南線 | 上下         | 弘前・黒石方面 |
| 2    | ■弘南線 | （使用停止） | （使用停止）   |

備考
- 社員配置駅（駅長・助役配置）。弘南線の運行管理（指令）を行う駅であり、構内には車両管理所・電気管理所・変電所・保線管理所がある。
- 弘南鉄道本社、津軽みらい農業協同組合との複合施設である（合築駅）。出札窓口・自動券売機・売店がある。

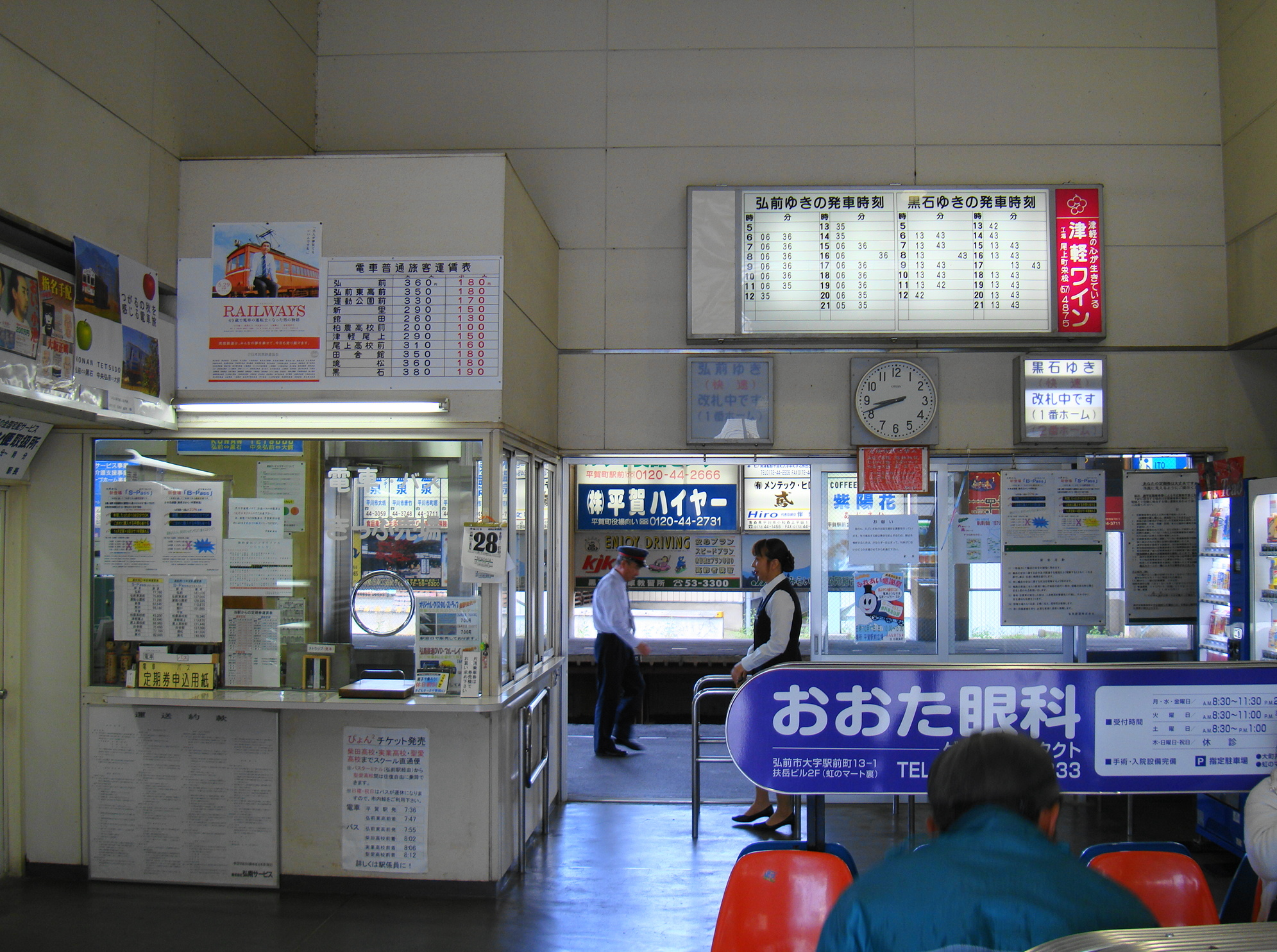
窓口・改札口
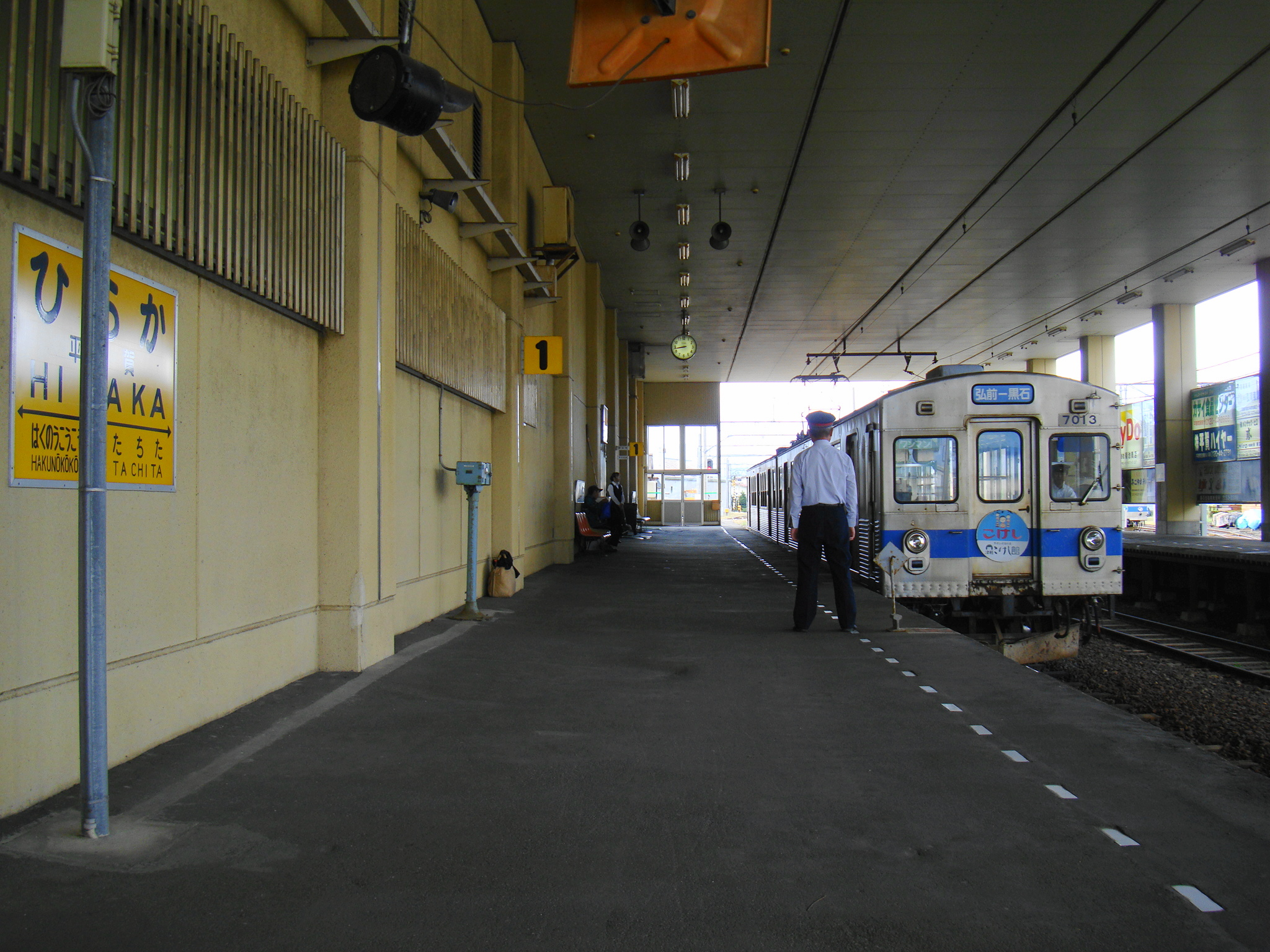
ホーム（ビル1階を通り抜ける）

## 利用状況
| 1日乗降人員推移 | 1日乗降人員推移 |
| 年度            | 1日平均人数     |
| --------------- | --------------- |
| 2011年          | 1,010           |
| 2012年          | 1,037           |
| 2013年          | 1,068           |
| 2014年          | 990             |
| 2015年          | 972             |
| 2016年          | 966             |
| 2017年          | 916             |

## 駅周辺
- 青森みちのく銀行 平川支店
- 青森みちのく銀行 平賀支店
- 青森県道105号平賀停車場本町線
  - 青森県道109号弘前平賀線
  - 青森県道144号平賀門外線
- 青森県道205号町居平賀停車場線
  - 青森県道13号大鰐浪岡線
  - 青森県道282号小国本町線
- イオンタウン平賀
- 柏木温泉
- 黒石警察署 平賀交番
- さとちょう 平賀店
- さとちょう 平賀駅前店
- 鷹ノ羽温泉
- 津軽みらい農業協同組合 本店・平賀支店（店舗内店舗）
- 東奥信用金庫 平賀支店
- 平賀本町郵便局
- 平賀郵便局
- 平川市民第二体育館
- 平川市国保平川診療所
- 平川市役所（旧・平賀町役場）
- 平川市文化センター
  - 平賀図書館
  - 中央公民館
  - 郷土資料館

## バス路線
- 平川市循環バス
  - 新屋・尾崎線
  - 唐竹・広船線
  - 杉館・松崎線
  - 岩館・大坊線
  - 金屋線 （月曜・水曜・金曜のみ運行）
  - 日沼線 （火曜・木曜・土曜のみ運行）
  - 新屋・尾崎地区直通バス （土曜・日曜・祝日・休校日は運休、冬期のみ運行）

## その他
- 「近代的な四階建ての総合的な駅舎」として、東北の駅百選に選定された。

## 隣の駅
弘南鉄道
■弘南線
館田駅（KK 05） - 平賀駅（KK 06） - 柏農高校前駅（KK 07）